# Sunderland Point
Sunderland Point ist eine Halbinsel an der Westküste Nord-Englands am Übergang des River Lune in die Morecambe Bay, auf der Halbinsel liegt das Dorf Sunderland, das oft ebenfalls als Sunderland Point bezeichnet wird. Das Dorf ist durch eine Gezeitenstraße mit dem Festland verbunden, die bei Hochwasser überspült wird.
Der Ort wurde von dem Geschäftsmann Robert Lawson aus Lancaster gegründet. Auf der Halbinsel gibt es eine Kaianlage, die Schiffen, die den Hafen von Lancaster anlaufen wollten, bei Niedrigwasser als Anleger diente, bis der Hafen von Glasson Dock auf der gegenüberliegenden Seite des Flusses seinen Betrieb aufnahm und damit den Niedergang des Ortes Sunderland einleitete. Noch heute gibt es in Sunderland Wohnhäuser und Lagerhäuser, die teilweise als Grade II Baudenkmale geschützt sind.

## Sambo’s Grave

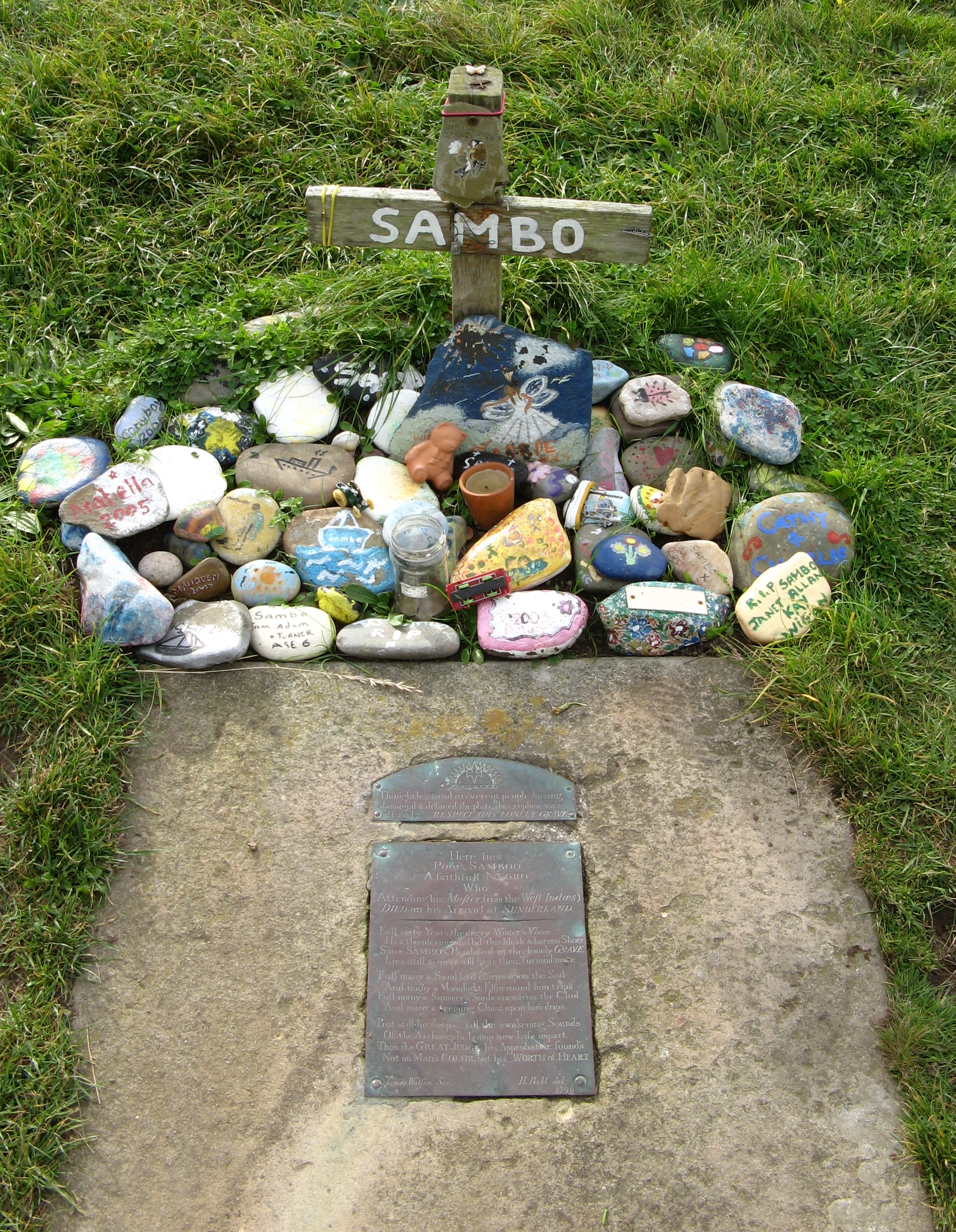
Sambos Grab

Auf Sunderland Point befindet sich das Grab eines afrikanischstämmigen Sklaven, der hier 1736 starb. Über den Toten ist wenig bekannt. Selbst dass sein Name wie angegeben wirklich Sambo ist, darf bezweifelt werden, denn er wurde als ungetaufter Mensch nicht auf dem Friedhof begraben und sein Grab erst 1796 mit einer Grabtafel markiert. Heute ist der Ausdruck „Sambo“ oder Zambo im Englischen ein abwertender und rassistischer Ausdruck für einen Schwarzen, aber für den damaligen Leser der Inschrift kann sie auch durchaus neutral gewesen sein. Über den Toten ist  nicht viel mehr bekannt, als dass er aus Westindien kam. Er starb an einer Krankheit. Ob er wegen dieser Krankheit in Sunderland blieb oder aber, weil Schwarze in Lancaster in der damaligen Zeit zu großes Aufsehen erregt hätten, lässt sich ebenfalls nicht eindeutig klären.
Die Inschrift der Grabplatte:
| Here lies Poor Samboo A faithfull Negro Who (Attending his Maſter from the Weſt Indies) Died on his Arrival at Sunderland |
| Full sixty Years the angry Winter’s Wave Has thundering daſhd this bleak & barren Shore Since Sambo’s Head laid in this lonely Grave Lies still & ne’er will hear their turmoil more. Full many a Sandbird chirps upon the Sod And many a Moonlight Elfin round him trips Full many a Summer’s Sunbeam warms the Clod And many a teeming Cloud upon him drips. But still he sleeps – till the awakening Sounds Of the Archangel’s Trump new Life impart Then the Great Judge his Approbation founds Not on Man’s Color but his Worth of Heart James Watſon Scr. H. Bell del. 1796 |

Übersetzung:
Hier liegt / [der] arme Samboo  [sic!]  / ein treuer Neger / der, / (im Dienst seines Herrn aus Westindien) / bei seiner Ankunft in Sunderland starb / Ganze 60 Jahre haben die wütenden Wellen des Winters / donnernd an dieses einsame und leere Ufer geschlagen / seit Sambos [sic!] Haupt in diesem einsamen Grab liegt / er liegt noch immer hier und wird ihre Gewalt nimmermehr hören / Sehr viele Sandvögel zwitschern auf der Erde / und viele Mondlichtelfen umfliegen ihn / sehr viele Sommersonnenstrahlen wärmen die Erde / und viele Wolken lassen es auf ihn tropfen / Aber er schläft – bis der Weckruf ertönt / die Trompete des Erzengels signalisiert das neue Leben / Dann wird das Urteil des Großen Richters fallen / nicht auf der Grundlage der Hautfarbe eines Mannes, sondern dem Wert seines Herzens. / James Watson Scr. H. Bell del. 1796.
Der Grabstein wurde 60 Jahre nach Sambos Tod auf die Initiative von Reverend James Watson, dem Priester von Lancaster Castle, mit Spendengeldern von Sommergästen und nicht durch Einheimische finanziert und realisiert. Obwohl es sich um das Grab eines nicht christlich getauften Mannes handelt, enthält der Text sehr eindeutige christliche Auferstehungssymbolik und illustriert gleichzeitig die Ablehnung der Sklaverei durch den Verfasser.